# Metody (Kusew)
Metody, imię świeckie Todor Jowczew Kusew (ur. 1838 w Prilepie, zm. 1 listopada 1922) – bułgarski biskup prawosławny.

## Życiorys
Szkołę podstawową i progimnazjum ukończył w rodzinnej miejscowości. Następnie wyjechał na studia teologiczne do Rosji, uzyskując kolejno dyplom seminarium duchownego w Kijowie i Petersburskiej Akademii Duchownej.
Brał udział w soborze w Stambule w 1871, który ogłosił powstanie Bułgarskiego Kościoła Prawosławnego niezależnego od Patriarchatu Konstantynopolitańskiego (Egzarchatu Bułgarskiego), jako delegat położonej na ziemiach macedońskich eparchii bitolskiej. W czasie zjazdu domagał się prawa delegatów z regionu Macedonii do współdecydowania o ustroju Kościoła bułgarskiego, chociaż obszar ten nie miał wchodzić w jego jurysdykcję, z uwagi na ich wcześniejsze zaangażowanie w bułgarski ruch niepodległościowy.
W 1873 złożył wieczyste śluby mnisze, przyjmując imię Metody, i został mianowany protosynkellosem (protosynglem) metropolii płowdiwskiej. Za działalność na rzecz Cerkwi otrzymał następnie godność archimandryty. Po klęsce bułgarskiego powstania kwietniowego przekazywał do krajów Europy Zachodniej informacje o okrucieństwach, jakich dopuściła się armia turecka wobec Bułgarów w trakcie tłumienia buntu. W 1892 został rektorem nowo otwartego bułgarskiego seminarium duchownego w Stambule.
22 kwietnia 1894 miała miejsce jego chirotonia na biskupa pomocniczego eparchii sofijskiej z tytułem biskupa welickiego.
W 1896 decyzją Świętego Synodu Bułgarskiego Kościoła Prawosławnego objął urząd metropolity starozagorskiego, który sprawował do swojej śmierci w 1922.